# Prvosenka jarní velkokališná
Prvosenka jarní velkokališná (Primula veris subsp. macrocalyx (Bunge) Lüdi in G. Hegi, Ill. Fl. Mitt.-Eur. 5(3):1753, 1927) je poddruh prvosenky jarní. Dosahuje velikosti 15 až 20 cm, má intenzivně žlutý květ zapuštěný do velkého, volného kalichu. Kvete od března do dubna. Roste v submontánním stupni v horských údolích a v humusem zaplněných štěrbinách skal. Roste v půdách bohatých na humus, mírně vlhkých a dobře odvodněných půdách v polostínu. Vyskytuje se od jihu Ruska, přes Turecko po severní Írán.

## Synonyma
- Primula macrocalyx Bunge, in C. F. von Ledebour, Fl. Altaic. 1:209, 1829[1]
- Primula uralensis Fisch. ex Rchb., Iconogr. bot. pl. crit. 7:18, t. 638, 1831[1]